# مشك أباد (سلطانية)
مشك أباد (بالفارسية: مشک‌آباد) هي قرية تقع في إيران في قسم سلطانیة الریفي. يقدر عدد سكانها بـ 407 نسمة .